# Underground Volym 2 - Välkommen till verkligheten
Underground Volym 2 - Välkommen till verkligheten är ett album från 2008 av Anders F Rönnblom.

## Låtlista
1. Välkommen till verkligheten
2. Rockpatrask
3. Flyg med mig, för fan, flyg
4. Balladen om Rambo Boy (Det är inte rock'n'roll längre del 2)
5. Sanslöst förlorade män
6. Drömguide
7. Liftat hela vägen uppför bergets värsta brant
8. Folket och jag och the gangsters of love
9. Våra revolutionära sätt
10. Guld och tårar
11. Guds golfboll
12. Opium
13. Oväder på väg
14. Tunn tunn tråd
15. Singulariteten